# Истье (Рязанская область)
Истье — село в России, расположено в Старожиловском районе Рязанской области. Является административным центром Истьинского сельского поселения.

## Географическое положение
Село Истье расположено на реке Истья примерно в 15 км к северо-востоку от центра посёлка Старожилово. Ближайшие населённые пункты — деревня Ямы к северу, село Залипяжье к востоку, деревня Быково к югу и деревня Пожогино к западу.

## История
На территории села ещё в XII—XIII веках находилось поселение, в котором велась добыча железа. После монголо-татарского нашествия поселение было заброшено.

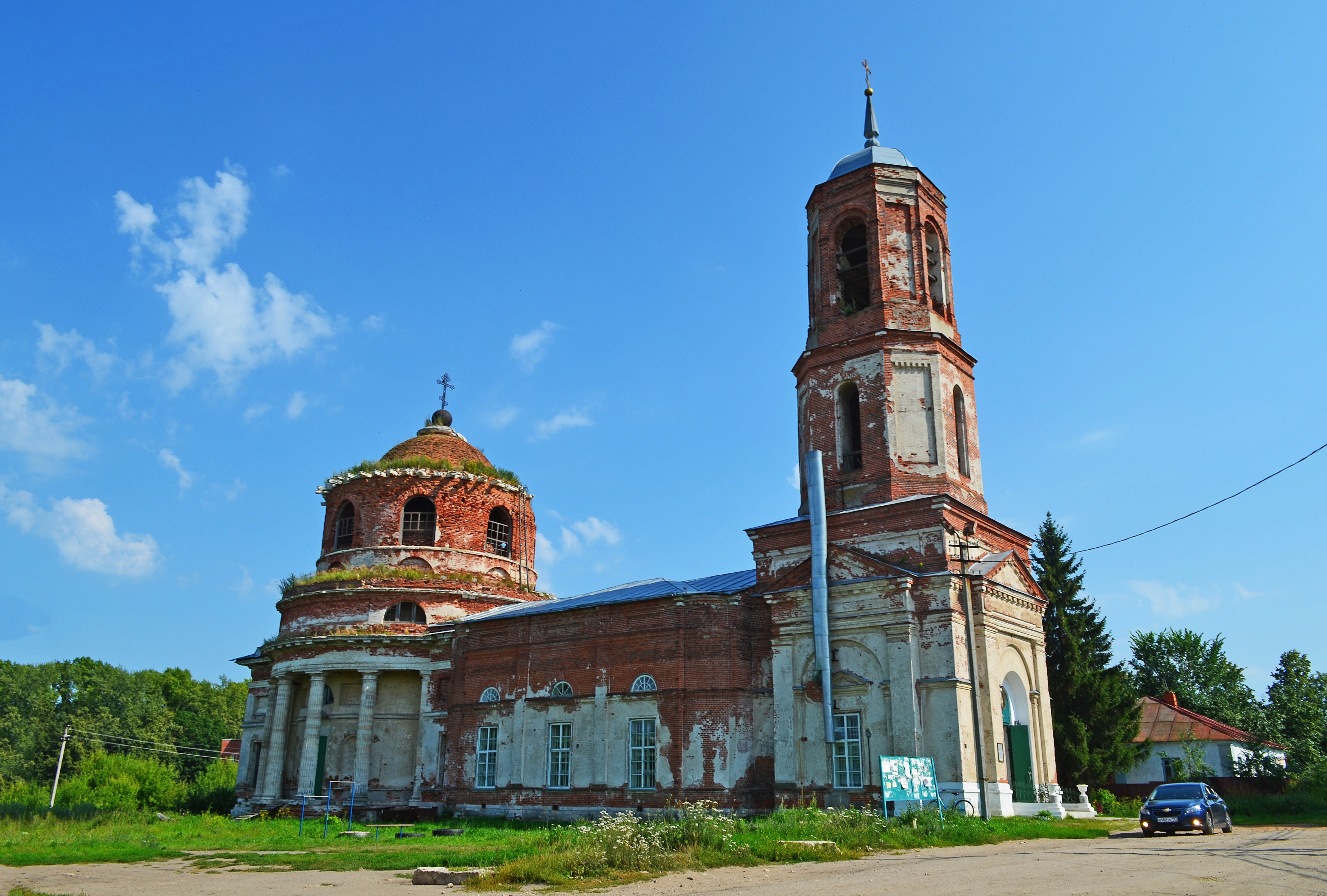
Церковь Рождества Христова

Своему возрождению поселение обязано чугунолитейному заводу, построенному в 1716 году по указу Петра I компанейщиками Сидором Томилиным, Яковом и Панкратом Рюмиными. Использовалась для завода местная железная руда из села Залипяжье и деревни Ямы.

### Игольные фабрики
Из производимого металла катали проволоку и из неё делали иголки для шитья, булавки и спицы, но уже на других производствах в сёлах Столпцы и Коленцы, недалеко от Истья. Этим игольным фабрикам принадлежала монополия по всей России, другого игольного производства в России до 1870 года не было. В 1773 году завод купил генерал-аудитор Пётр Кириллович Хлебников. От него завод перешёл его дочери — Анне Петровне Хлебниковой и её мужу Дмитрию Марковичу Полторацкому, затем их сыну Сергею Дмитриевичу Полторацкому. Дмитрий Полторацкий пригласил в качестве инженера и управляющего имениями в Истье и Авчурино (в Калужской губернии) Георга Мина (1757—1830).
В 1816 году, в знаменитый «Год без лета», по заказу помещицы Анны Хлебниковой-Полторацкой в деревне Истье строится каменная Христорождественская церковь, именно тогда деревня становится селом. Церковь строилась по проекту архитектора, а впоследствии и академика Императорской Академии Художеств — Василия Петровича Стасова. Стасов был одним из основоположников русского ампира, позже 1816 года он стал автором многих выдающихся архитектурных проектов Москвы, Санкт-Петербурга, Царского Села и не только. В советские времена памятник архитектуры пережил период руинирования, в настоящий момент консервируется кровля, реставрируется интерьер и внешняя часть храма. Трапезная часть и колокольня были построены в 1896 году на пожертвования прихожан.
В 1905 году село относилось к Перевлесской волости Пронского уезда и имело 140 дворов при численности населения 890 чел.

## Население
| 1859 | 1897 | 1906 | 2010  |
| ---- | ---- | ---- | ----- |
| 1535 | ↘860 | ↗890 | ↗2252 |

## Улицы
Уличная сеть села состоит из 11 улиц. Через Истье проходит дорога от Чернобаево (стоит на дороге Рязань — Ряжск) к 240 километру шоссе М-5 «Урал», по этой же дороге ходят основные автобусные маршруты.
Главными в селе являются улицы Садовая и Центральная, которые исторически и формируют центр поселения, здесь же сосредоточены и главные достопримечательности села Истье.

## Экономика
В селе расположен Истьинский машиностроительный завод (ИМЗ, выпускает машины для текущего содержания железнодорожных путей). Филиал ООО «Газпром трансгаз Москва» Истьинское управление магистральных газопроводов (транспортировка природного газа) ПАО «Газпром».

### Полезные ископаемые
Залежи железной руды в Истье известны минимум с XVIII века. Согласно легенде, впервые бурую руду там обнаружил Уральский разведыватель у деревни Залепяжье в 1700 году. Согласно одному предположению эта руда поставлялась далеко за пределы самого Истье. Место добычи руды ныне называется «Рудное поле». Руда добываемая в окрестностях Залипяжья, д. Ямы и Истья использовалась также местным заводом ИМЗ. В 19 веке руда поставлялась на Рязанский Серно-Кислотный завод.
Руды залегают на обширной территории по склонам реки Истьи и на её водоразделе с Проней. В районе ИМЗ на глубине 15-30 метров можно найти бурый железняк и сферосидериты. Известно, что в 1939 г. Геолого-разведочный институт сделал 40 скважин для поиска руды. В 1941 году, по заметкам Краеведа В. Ерохина, существовали залежи синей глины в слой которой мог доходить до 10 метров. В связи с долгой разработкой месторождения леса в округе Истье были использованы в качестве кокса для плавки чугуна.
Серный колчедан в Старожиловском районе попадается двух типов: залегающий либо в виде желваков в тёмной глине и либо в юрской глине. Последний обычно находят на дне русел

## Транспорт и связь
Село соединено с районным и областным центром автомобильной дорогой с регулярным автобусным сообщением.
В селе имеется одноимённое сельское отделение почтовой связи (индекс 391191).

## Достопримечательности

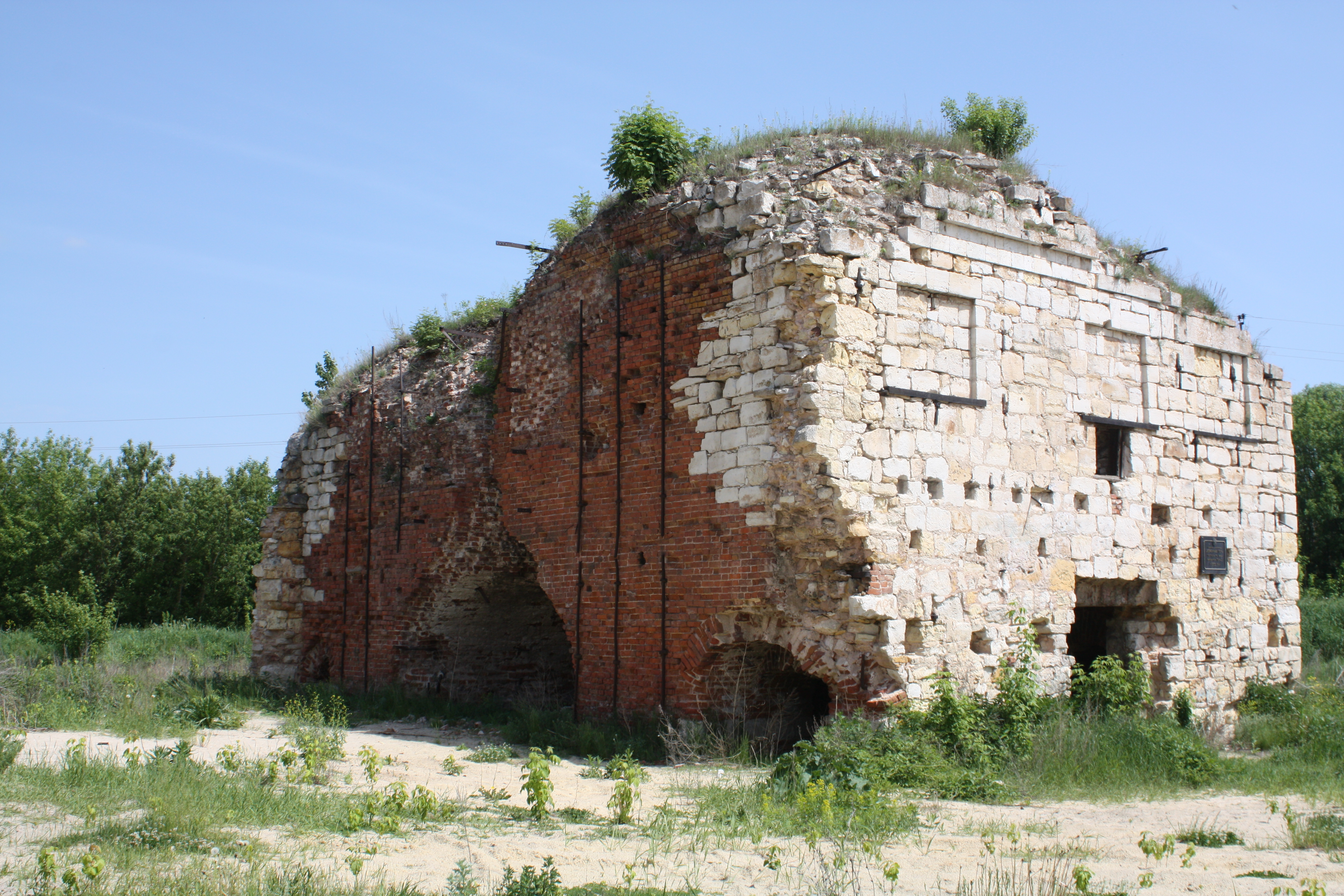
Доменная печь в Истье

В селе сохранилась старейшая доменная печь в Восточной Европе, признанная историческим памятником. Неподалеку от неё находятся руины механического цеха, старая усадьба с парком и зона отдыха у небольшого пруда.
Вместе с тем сохранилась истьинская Церковь Рождества Христова, построенная по проекту архитектора В. П. Стасова.
В память о павших в Великой Отечественной войне в селе установлен памятник на пересечении Садовой и Центральной улиц.
С 2011 г. в селе проходит фестиваль кузнечного мастерства.

## Известные уроженцы
В селе родились сыновья управляющего имением Полторацкого: Георгий Егорович Мин (1815—1890), Дмитрий Егорович Мин (1818—1885), Александр Егорович Мин (1822—1889), Андрей Егорович Мин (1828—1886).